# Zemski Sobor

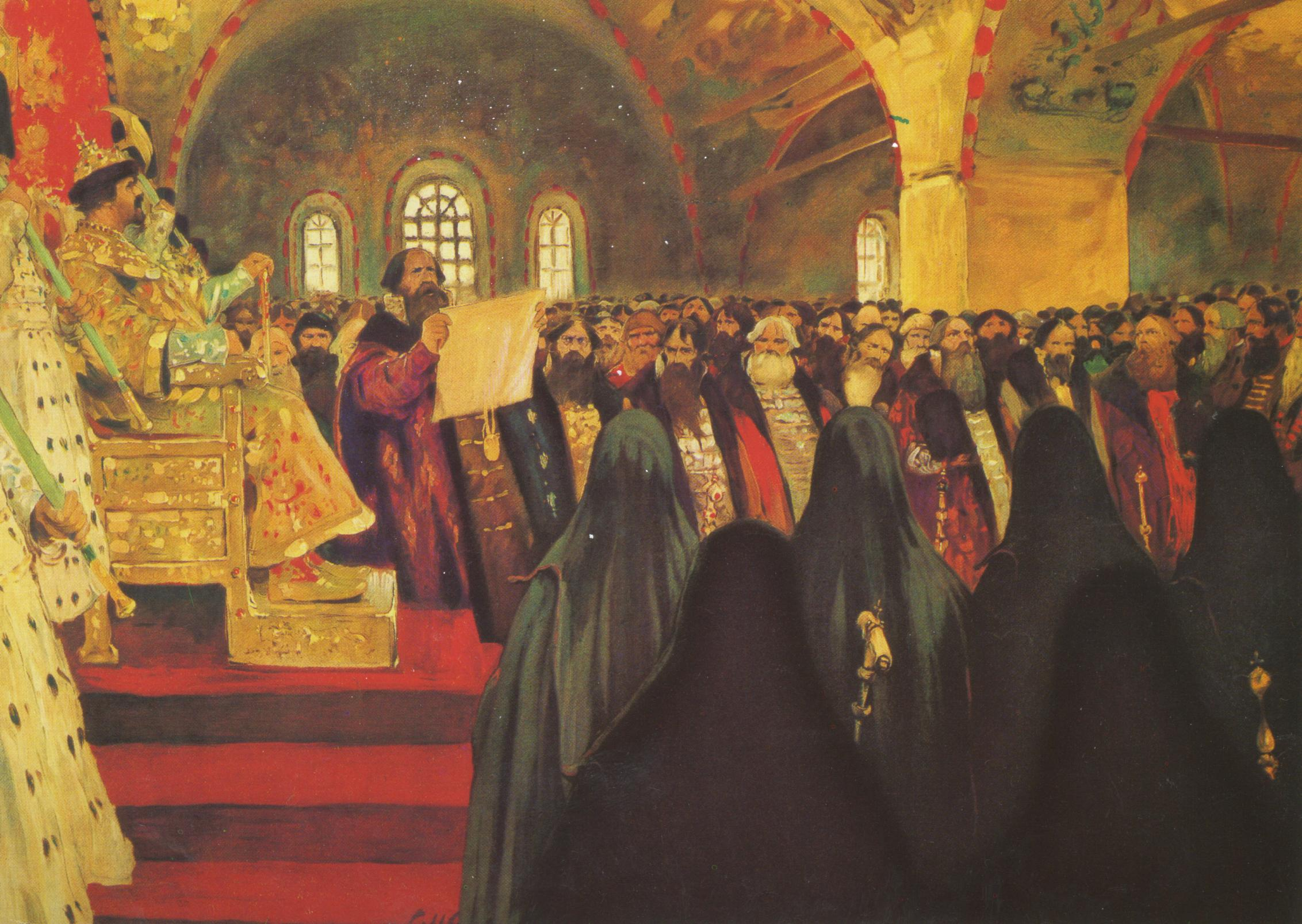
Zemsky sobor, per Serguei Ivanov

El Zemski Sobor (rus: земский собор) va ser el primer parlament rus del tipus dels estats feudals, als segles xvi i xvii. El terme traduït literalment és "Assemblea de la Terra".
Pot ser convocat tant pel Tsar, pel Patriarca o pels boiars de la Duma. Les tres classes socials que participen en l'assemblea són:
1. La noblesa i l'alt funcionariat, incloent-hi els boiars de la Duma.
2. El sant Sobor, o alt clergat de l'Església Ortodoxa
3. Representants dels comerciants i habitants de les ciutats (tercer estat)

El primer Zemski Sobor va ser conovocat pel tsar Ivan IV el Terrible el 1549. Durant el seu regnat es van dur a terme un gran nombre de reunions, i va esdevenir una eina habitual utilitzada per aprovar grans lleis o per decidir temes controvertits. No obstant això, els Sobori eren principalment una eina per assentir les decisions que Ivan ja havia pres, i algunes vegades la iniciativa era presa per la baixa noblesa o els habitants de les ciutats. Per exemple, el Tsar es va escandalitzar quan l'assemblea li va sol·licitar a 1566 l'abolició de l'Oprítxnina.